# 森脇健児と原武之のもしも裁判員!
森脇健児と原武之のもしも裁判員!（もりわきけんじとはらたけゆきのもしもさいばんいん!）は、CBCラジオで放送されていた裁判員制度入門バラエティ番組である。2009年10月4日番組終了。
尚、本項目では、前番組として放送されていた「北野誠と原武之のもしも裁判員!」についても併せて記述する。

## 出演者
パーソナリティ
- 森脇健児
- 原武之（弁護士）

アシスタント
- 丸山蘭那（CBCアナウンサー）

## 過去の出演者
パーソナリティ
- 北野誠